# Ancienne église Saint-Hilaire d'Agen
Pour les articles homonymes, voir Église Saint-Hilaire.
L'église Saint-Hilaire d'Agen, appelée également Tour des pénitents blancs, située rue Georges-Thomas, est une construction datant du XIe siècle aujourd'hui en ruines.

## Présentation

### L'église romane duXIIesiècle
À l'origine, église ne compte qu'une nef prolongée par un chœur plus étroit. Un clocher-mur en pierre surmontant le mur-pignon de séparation entre la nef et l'abside venait compléter la construction. L'abside en forme d'hémicycle était décorée de sculptures permettant de dater la construction de l'édifice au plus tôt au XIe siècle ou à la première moitié du XIIe siècle.

### L'agrandissement duXIIIesiècle
Au début du XIIIe siècle, l'église est agrandie avec l'ajout de deux collateraux ainsi que deux absidioles voûtées en cul-de-four. Les murs des collateraux sont montés afin de permettre le support d'un toit unique pour l'ensemble du bâtiment.

### Le clocher
À une époque non définie mais au plus tôt contemporaine de l'agrandissement le clocher-mur est intégré à la face Ouest de la tour hexagonale en brique constituant le clocher gothique de l'église.

### Transfert de l'église paroissiale Saint-Hilaire dans l'ancienne église des Cordeliers
Un couvent des cordeliers a été installé près de la porte Saint-Georges au XIVe siècle. Leurs biens ont été saisis en 1790. Une partie du couvent a abrité la caserne de la gendarmerie à partir de 1795, jusqu'en 1840. L'église des cordeliers a abrité l'assemblée électorale en 1790 du département. Puis elle a servi d'écurie et de magasin à fourrage. L'église paroissiale Saint-Hilaire située à proximité étant trop petite et menaçant ruine, le curé et le conseil de fabrique ont fait signer une pétition aux habitants, avec l'accord du maire, du préfet et de l'évêque, envoyée au gouvernement pour obtenir le transfert de la paroisse Saint-Hilaire dans l'ancienne église des cordeliers, ce qui a été accepté en 1818.

### Destruction partielle
Le plan d'alignement d'Agen de 1861 entraîna la construction d'une nouvelle rue qui eut pour conséquence la destruction de la façade ouest de l'église ainsi que la première travée de la nef. Détruite sur plus de 6 mètres, l'église servit d'entrepôt et de magasin jusqu'à ce qu'un incendie se déclare en 1913,. La municipalité d'Agen a envisagé de vendre le clocher de la vieille église en 1911.

### Monument historique
Les ruines de l'ancienne église Saint-Hilaire ont été inscrites au titre des monuments historiques le 20 juin 1950

## Personnalités liées à l'église
Le 22 février 1722, Nicolas de Bastard, chevalier, seigneur de Saint-Denis-sur-Garonne, des Iles-Chrétiennes et du Bosq, grand voyer de France, grand maître enquêteur et général réformateur des eaux et forêts de France, fils de Dominique de Bastard et de Cécile de Lousteau, fut inhumé dans l'église Saint-Hilaire, devant l'autel de Saint-Martin. Ce tombeau servit dès lors de lieu de sépulture pour les seigneurs de Saint-Denis-sur-Garonne morts à Agen.
Son fils, Dominique de Bastard, exerçant les mêmes charges et possédant les mêmes seigneuries, est enterré sous l'autel de Saint-Martin, dans le caveau familial, le 7 mars 1729.

## Galerie

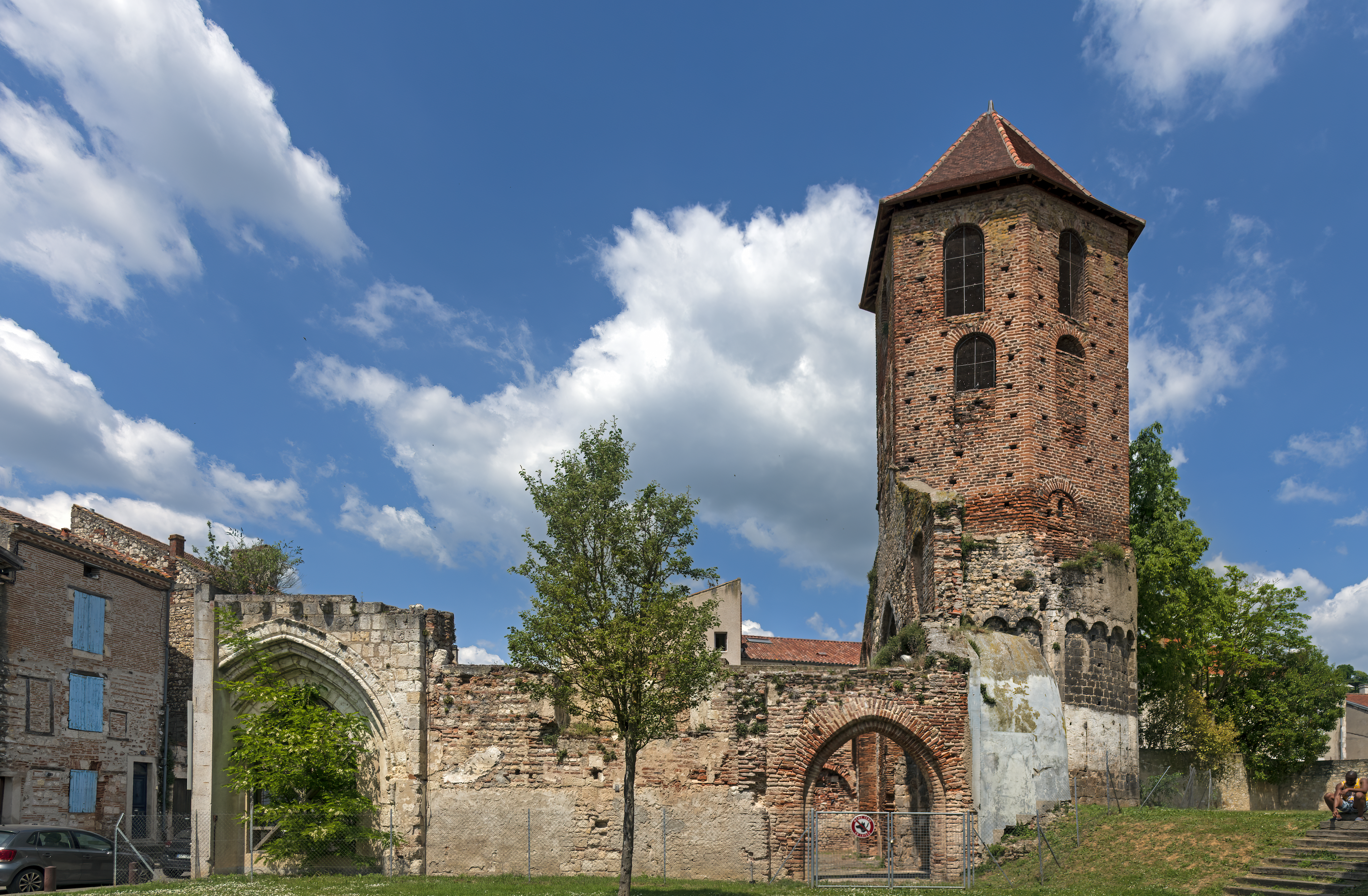
Vue depuis le sud.
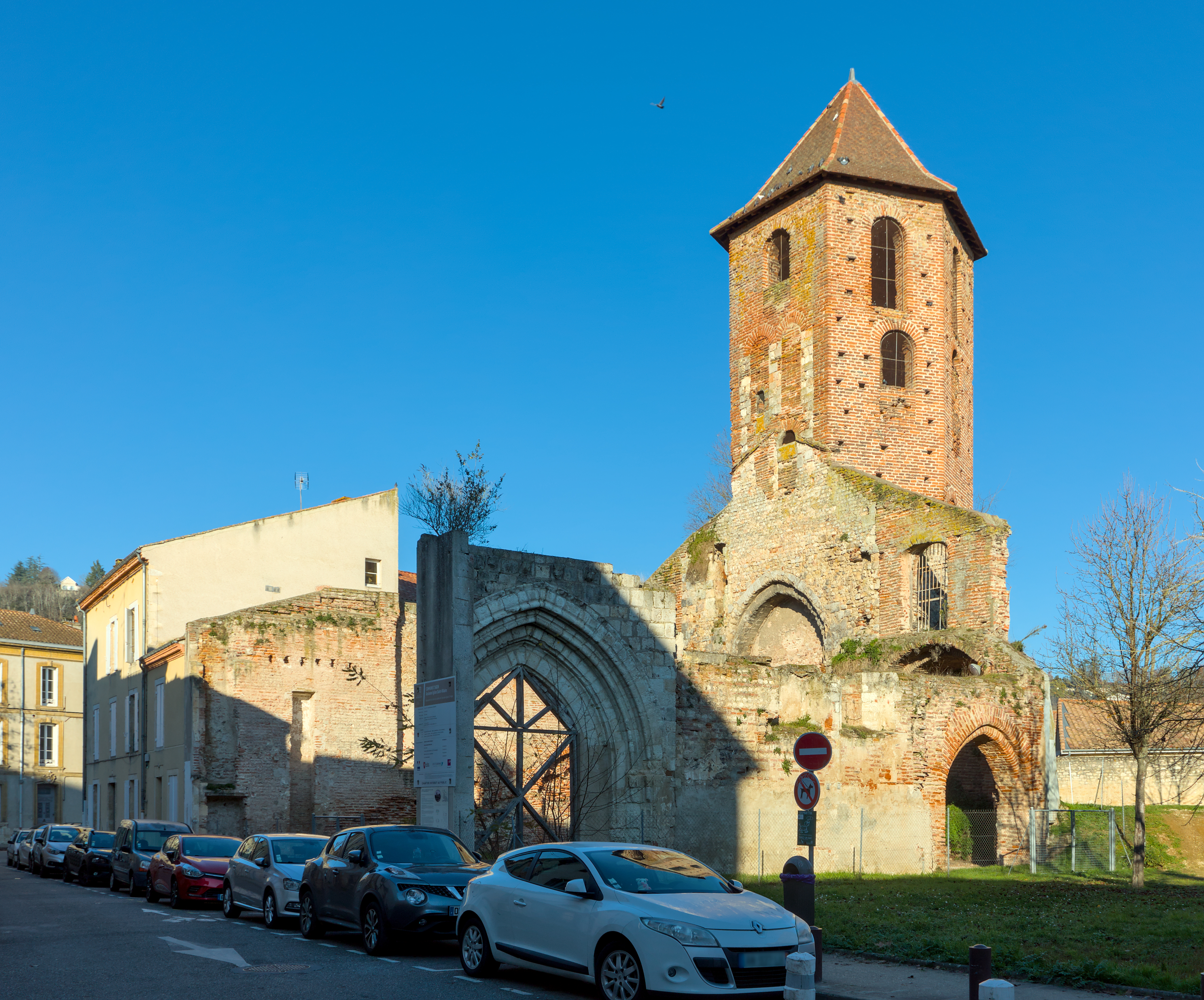
Vue depuis le sud-ouest.
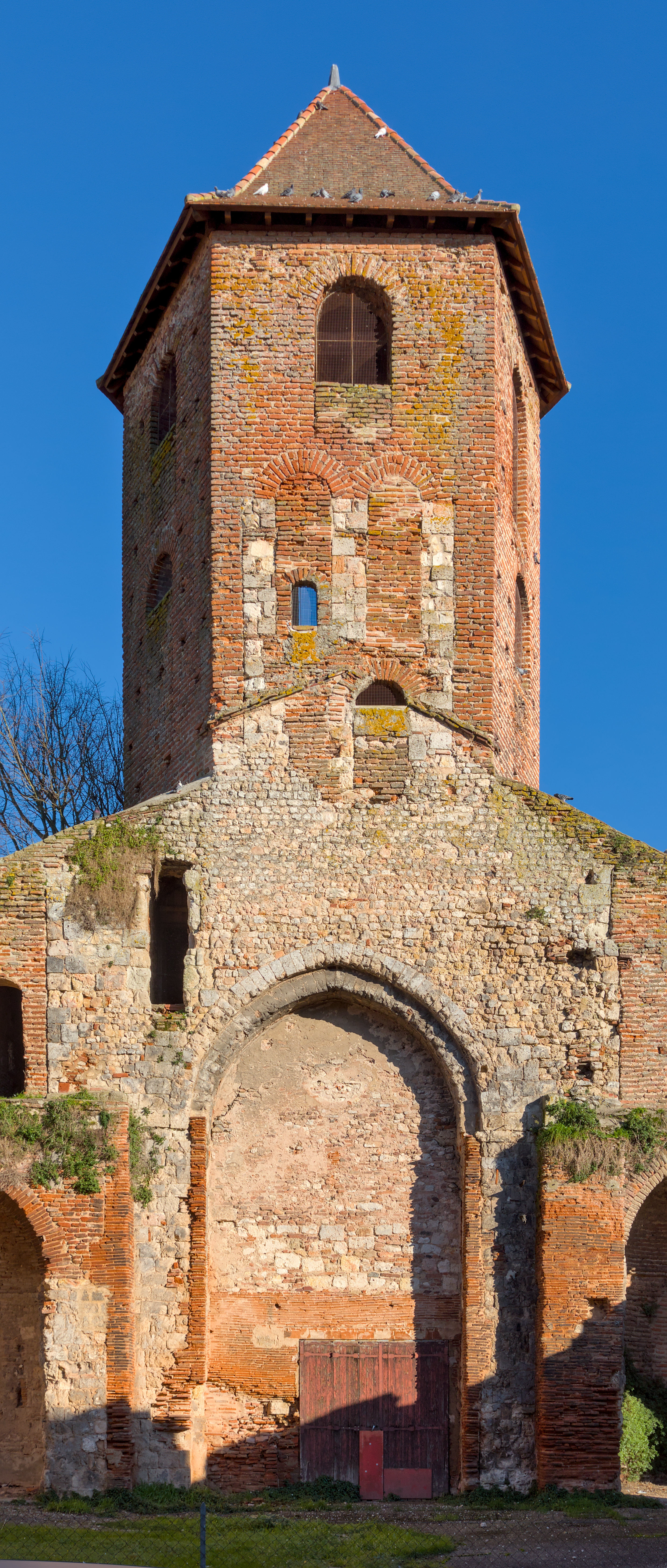
La tour.